# Ferrari F2007
Der Ferrari F2007 war der 40. Formel-1-Rennwagen der Scuderia Ferrari, der für die Formel-1-Weltmeisterschaft 2007 entwickelt und gebaut wurde.

## Technik
Der F2007 stellte die Weiterentwicklung des Vorjahreswagen der Scuderia, dem Ferrari 248 F1, dar. Auffällig waren vor allem die zahlreichen neuen Luftleitbleche, welche das Strömungsverhalten der Luft optimieren sollten.

## Lackierung und Sponsoren
Der F2007 war komplett rot lackiert, die Farbe Weiß nimmt einen deutlich geringeren Anteil als in den Jahren zuvor auf. Dies ist auf das Ende des Werbevertrags mit Vodafone zurückzuführen. Als Ersatz wurde ein Werbevertrag mit Alice geschlossen.
Während der ersten vier Rennen nutzte Ferrari ein rot, das dem Rot des Sponsors entsprach. Ab dem Rennen in Monaco wechselte Ferrari zum Rotton Rosso Corsa und behielt diesen für den Rest der Saison bei.
Hauptsponsor war Philipp Morris mit seiner Zigarettenmarke Marlboro. Ferrari war das einzige Team, das 2007 trotz des Tabakwerbeverbots als Hauptsponsor einen Zigarettenhersteller hatte. Die Marlboro Logos wurden in Bahrain, Monaco und China verwendet. Während der anderen Rennen wurde aufgrund des Tabakwerbeverbots auf den Schriftzug verzichtet und der Markenname durch einen Strichcode angedeutet.
Obwohl Ferrari in der Saison 2006 den zweiten Platz in der Konstrukteurswertung belegte und für die Saison 2007 mit den Startnummern 3 und 4 hätte starten dürfen, erhielt der F2007 die Startnummern 5 und 6. Da jedoch Weltmeister Fernando Alonso das Team wechselte und die Nummer 1 für den Weltmeister (und auch die Nummer 2) zu McLaren mitnahm, wurden Renault als Konstrukteursweltmeister die Nummern 3 und 4 zugeteilt.

## Fahrer
Die Fahrer des F2007 waren Kimi Räikkönen, der nach fünf Jahren ohne Titel bei McLaren zu Ferrari wechselte und nach der Ära Michael Schumacher in seiner Debüt-Saison den Titel für Ferrari holte. Räikkönen erzielte in der Saison sechs Siege in Australien, Frankreich, Großbritannien, Belgien, China und Brasilien, drei Pole Positions, sechs Schnellste Rennrunden und insgesamt 110 Punkte.
Zweiter Fahrer war Felipe Massa. Er fuhr schon an der Seite von Michael Schumacher und hat zum Erfolg von Ferrari 2007 einen großen Anteil beigetragen. Massa erzielte drei Siege in Bahrain, Spanien und der Türkei, sechs Pole Positions, sechs Schnellste Runden und 94 Punkte. Somit ging auch der Konstrukteurs-Titel nach Italien.

## Saison 2007
Der F2007 absolvierte 17 WM-Läufe, davon gewann er neun Rennen, erzielte neun Pole Positions, zwölf Schnellste Rennrunden und sammelte 204 Punkte. Somit war der Ferrari F2007 das erfolgreichste Auto in der Saison. Ferrari gewann mit diesem Auto den Fahrer-Titel (Kimi Räikkönen) und den Konstrukteurs-Titel.

## Ergebnisse
| Fahrer                          | Nr.                             | 1 | 2 | 3 | 4   | 5 | 6   | 7 | 8 | 9 | 10  | 11 | 12 | 13  | 14 | 15 | 16 | 17 | Punkte | Rang |
| ------------------------------- | ------------------------------- | - | - | - | --- | - | --- | - | - | - | --- | -- | -- | --- | -- | -- | -- | -- | ------ | ---- |
| Formel-1-Weltmeisterschaft 2007 | Formel-1-Weltmeisterschaft 2007 |   |   |   |     |   |     |   |   |   |     |    |    |     |    |    |    |    | 204    | 1.   |
| F. Massa                        | 05                              | 6 | 5 | 1 | 1   | 3 | DSQ | 3 | 2 | 5 | 2   | 13 | 1  | DNF | 2  | 6  | 3  | 2  | 204    | 1.   |
| K. Räikkönen                    | 06                              | 1 | 3 | 3 | DNF | 8 | 5   | 4 | 1 | 1 | DNF | 2  | 2  | 3   | 1  | 3  | 1  | 1  | 204    | 1.   |

| Legende  | Legende            | Legende                                                          |
| Farbe    | Abkürzung          | Bedeutung                                                        |
| -------- | ------------------ | ---------------------------------------------------------------- |
| Gold     | –                  | Sieg                                                             |
| Silber   | –                  | 2. Platz                                                         |
| Bronze   | –                  | 3. Platz                                                         |
| Grün     | –                  | Platzierung in den Punkten                                       |
| Blau     | –                  | Klassifiziert außerhalb der Punkteränge                          |
| Violett  | DNF                | Rennen nicht beendet (did not finish)                            |
| Violett  | NC                 | nicht klassifiziert (not classified)                             |
| Rot      | DNQ                | nicht qualifiziert (did not qualify)                             |
| Rot      | DNPQ               | in Vorqualifikation gescheitert (did not pre-qualify)            |
| Schwarz  | DSQ                | disqualifiziert (disqualified)                                   |
| Weiß     | DNS                | nicht am Start (did not start)                                   |
| Weiß     | WD                 | zurückgezogen (withdrawn)                                        |
| Hellblau | PO                 | nur am Training teilgenommen (practiced only)                    |
| Hellblau | TD                 | Freitags-Testfahrer (test driver)                                |
| ohne     | DNP                | nicht am Training teilgenommen (did not practice)                |
| ohne     | INJ                | verletzt oder krank (injured)                                    |
| ohne     | EX                 | ausgeschlossen (excluded)                                        |
| ohne     | DNA                | nicht erschienen (did not arrive)                                |
| ohne     | C                  | Rennen abgesagt (cancelled)                                      |
| ohne     | keine WM-Teilnahme |                                                                  |
| sonstige | P/fett             | Pole-Position                                                    |
| sonstige | 1/2/3/4/5/6/7/8    | Punktplatzierung im Sprint-/Qualifikationsrennen                 |
| sonstige | SR/kursiv          | Schnellste Rennrunde                                             |
| sonstige | *                  | nicht im Ziel, aufgrund der zurückgelegten Distanz aber gewertet |
| sonstige | ()                 | Streichresultate                                                 |
| sonstige | unterstrichen      | Führender in der Gesamtwertung                                   |